# Citrullus rehmii
Citrullus rehmii — це вид однорічних квіткових рослин з родини гарбузових, який походить із пустелі Наміб, Намібія. Його описав Бернард де Вінтер у 1990 році. Вид має темно-сіру шкірку зі світло-коричнево-оранжевими плямами, розкиданими по всій поверхні. Утворює ліану з темно-зеленим листям і світло-зеленим стеблом. Квітки зовні жовті, а всередині білі. Вони не їстівні і значно відрізняються від інших видів роду за своїм загальним виглядом. Вид досить важко знайти в його природному ареалі, але його помічали неодноразово. Він частково використовується як декоративна рослина та перетинається ареалом із Citrullus ecirrhosus у Намібії.